# Tethyaster magnificus
Tethyaster magnificus is een kamster uit de familie Astropectinidae.
De wetenschappelijke naam van de soort werd, als Archaster magnificus, in 1881 gepubliceerd door Bell. Dit taxon wordt ook wel beschouwd als een ondersoort van Tethyaster vestitus.